# Montalba-le-Château
Montalba-le-Château (katalanisch Montalbà del Castell; okzitanisch Montalban del Castèlh) ist eine französische Gemeinde mit 158 Einwohnern (Stand 1. Januar 2022) im Département Pyrénées-Orientales in der Region Okzitanien. Sie gehört zum Arrondissement Prades und zum Kanton La Vallée de la Têt.

## Nachbargemeinden
Nachbargemeinden von Montalba-le-Château sind Caramany im Norden, Bélesta im Nordosten, Ille-sur-Têt im Osten, Rodès im Süden und Trévillach im Westen.

## Bevölkerungsentwicklung
| Jahr      | 1962 | 1968 | 1975 | 1982 | 1990 | 1999 | 2013 |
| Einwohner | 212  | 203  | 156  | 121  | 111  | 120  | 149  |

## Persönlichkeiten
- Alfred Sauvy (1898–1990), Ethnologe und Historiker, besaß in Montalba ein Haus